# Another Day (Jamie Lidell)
Another Day is een nummer van de Britse zanger Jamie Lidell uit 2008. Het is de tweede single van zijn vierde studioalbum Jim.
"Another Day" is een soulnummer met een vrolijk geluid. Het nummer flopte in Lidells thuisland het Verenigd Koninkrijk. In het Nederlandse taalgebied kende de plaat wel succes; met een 15e positie in de Nederlandse Top 40, en een 35e positie in de Vlaamse Ultratop 50.

## Tracklijst
- Cd-single

1. "Another Day" (radioversie) - 3:05
2. "Figured Me Out" (LA Garage mix)- 3:26